# Feburia rapida
Feburia rapida är en tvåvingeart som beskrevs av Jean-Baptiste Robineau-Desvoidy 1830. Feburia rapida ingår i släktet Feburia och familjen parasitflugor.
Artens utbredningsområde är Frankrike. Inga underarter finns listade i Catalogue of Life.